# Municipio de Burt (Dakota del Norte)
El municipio de Burt (en inglés: Burt Township) es un municipio ubicado en el condado de Ward en el estado estadounidense de Dakota del Norte. En el año 2010 tenía una población de 102 habitantes y una densidad poblacional de 1,09 personas por km².

## Geografía
El municipio de Burt se encuentra ubicado en las coordenadas 48°9′38″N 101°27′29″O / 48.16056, -101.45806. Según la Oficina del Censo de los Estados Unidos, el municipio tiene una superficie total de 93.55 km², de la cual 92,45 km² corresponden a tierra firme y (1,17 %) 1,1 km² es agua.

## Demografía
Según el censo de 2010, había 102 personas residiendo en el municipio de Burt. La densidad de población era de 1,09 hab./km². De los 102 habitantes, el municipio de Burt estaba compuesto por el 98,04 % blancos y el 1,96 % eran de una mezcla de razas. Del total de la población el 0,98 % eran hispanos o latinos de cualquier raza.